# Fender Starcaster
La Starcaster era una chitarra elettrica prodotta da Fender. La Starcaster fu il tentativo da parte di Fender di entrare nel mercato delle chitarre semiacustiche, allora dominato dalla Gibson ES 335 e simili. Prodotta dal 1976 al 1982.

## Progetto
Il progetto prese vita come un altro tentativo da parte di CBS di utilizzare vecchi stock di parti, come avevano fatto con i precedenti modelli Custom e Swinger. Per i primi prototipi erano fin troppo evidenti che fossero fatti con rimanenza di Coronado, così il management diede l'incarico al designer Gene Fields di andare avanti con il progetto di una nuova chitarra. Il risultato fu una hollowbody più in linea con lo stile Fender, con un body e una paletta tipicamente Fender.
Nonostante la qualità di una Starcaster da $850, i tempi in cui venne proposta non erano quelli giusti e così ancora una volta i chitarristi privilegiarono i modelli hollowbody della Gibson.

## La Fine
Fender dunque decise di non perdere tempo prezioso e di concentrarsi sui modelli classici come Stratocaster e Telecaster, e verso il 1980 la Fender Starcaster venne messa fuori catalogo.